# Feriți-vă automobilul!
Feriți-vă automobilul! (titlul original: în rusă Берегись автомобиля, transliterat: Beregis avtomobilea) este un film de comedie polițistă sovietic, realizat în 1966 de regizorul Eldar Reazanov, protagoniști fiind actorii Innokenti Smoktunovski, Oleg Efremov, Olga Aroseva și Tatiana Gavrilova. 
Este una dintre cele mai populare comedii din istoria cinematografiei sovietice.

## Rezumat
Agentul de asigurări Iuri Detocikin stă departe de la locul de muncă zile întregi pentru a vizita, după cum spune el, rudele bolnave sau pe moarte, care locuiesc departe. În realitate, însă, fură mașini, pe care le ia doar de la traficanți, oficialități unse sau alte figuri obscure pentru a vinde apoi vehiculele în alte regiuni ale Uniunii Sovietice și a transfera încasările către casele de copii. Atât mama lui Detocikin, cât și logodnica lui, șoferul de troleibuz Lyuba, căreia i-a spus că pleacă în delegație de serviciu, devin suspicioși față de aceste călătorii.
Criminalistul viclean Maxim Podberezovikov, care investighează furturile de mașini, îl urmărește de o vreme. Din fericire, Detocikin și Podberesovikov joacă teatru în același grup de actori amatori, unde se cunosc și devin prieteni. Dar, într-o adaptare după Shakespeare, se ajunge la o confruntare cu deznodământ⁠(d).

## Distribuție
- Innokenti Smoktunovski – Iuri Detocikin, agent de asigurări
- Oleg Efremov – Maxim Podberezovikov, anchetator judiciar
- Olga Aroseva – Liuba, logodnica lui Detocikin, șofer de troleibuz
- Andrei Mironov – Dima Semițvetov, vânzător în magazin second-hand
- Tatiana Gavrilova – Inna, soția lui Semițvetov
- Anatoli Papanov – Semion, fost soldat, tatăl Innei
- Gheorghi Jjionov – inspector de securitate rutieră
- Evgheni Evstigneev – Evgheni, directorul de teatrului de amatori
- Liubov Dobrjanskaia – mama lui Detotcikin
- Donatas Banionis – preot, cumpărător de mașini furate
- Galina Voltchek – cumpărătorea de magnetofon
- Liubov Sokolova – judecătoarea
- Nikolai Parfionov – procurorul (nemenționat)
- Serghei Kulaghin – director de berăerie
- Viktoria Radunskaia – Tania, criminalist
- Gotlib Roninson – Iakov, șeful lui Detocikin
- Boris Runghe – bărbatul cu valize
- Iakov Lenț – vânzător la tutungerie
- Veaceslav Nevinnîi – vecinul mecanicului auto
- Galina Volcek – cumpărătorea de magnetofon
- Liubov Sokolova – judecatorul poporului
- Antonina Maksimova – actrița teatrului de amatori
- Nina Kracikovskaia – casiera ds la telegraf (nemenționat)
- Iuri Iakovlev – narator

## Lansare și recompense
Filmul a fost lansat în Uniunea Sovietică pe 25 mai 1966 și a avut parte de mare succes comercial, fiind vizionat de 29,0 milioane de spectatori în cinematografele din această țară. Conform rezultatelor sondajului, I. Smoktunovski a fost recunoscut de cititorii revistei Sovetski ekran drept cel mai bun actor al anului 1966.
În România premiera filmului Feriți-vă automobilul! a avut loc la data de 4 noiembrie 1966 la cinematograful „București” din capitală.

## Premii
- 1966 Diploma de onoare la cel de-al XX-lea Festival Internațional de Film de la Edinburgh.
- 1969 Premiul pentru I. Smoktunovsky pentru cea mai bună interpretare a unui rol masculin la Festivalul Internațional de Film de la Cartagena (Columbia).

## Restaurare și colorare
În august 2014, a început procesul de colorare a peliculei filmului „Feriți-vă automobilul!”, regizat de însuși Eldar Reazanov, care a decedat în noiembrie 2015. Lucrarea a durat mai bine de doi ani și jumătate. În Rusia, premiera versiunii color, dedicată aniversării a 90 de ani de la nașterea lui Reazanov, a avut loc pe 18 noiembrie 2017 pe Pervîi Kanal..